# Atenas (cantão)
Atenas é um cantão da Costa Rica localizado na província de Alajuela. Sua capital é a cidade de Atenas.